# Värmdön
Värmdön (letterlijk: warmte-eiland) is een eiland in de scherenkust van Stockholm in Zweden. Het heeft een oppervlakte van 180 km². Het grootste deel van het eiland ligt in de gemeente Värmdö, de rest in de gemeente Nacka.